# Lodowiec
Lodowiec – masa lodu powstała z nagromadzonego śniegu powyżej linii wiecznego śniegu. Lodowce są największym rezerwuarem wody słodkiej na Ziemi i drugim po oceanach wody na świecie. Badaniem lodowców zajmuje się glacjologia.

## Powstawanie lodowców

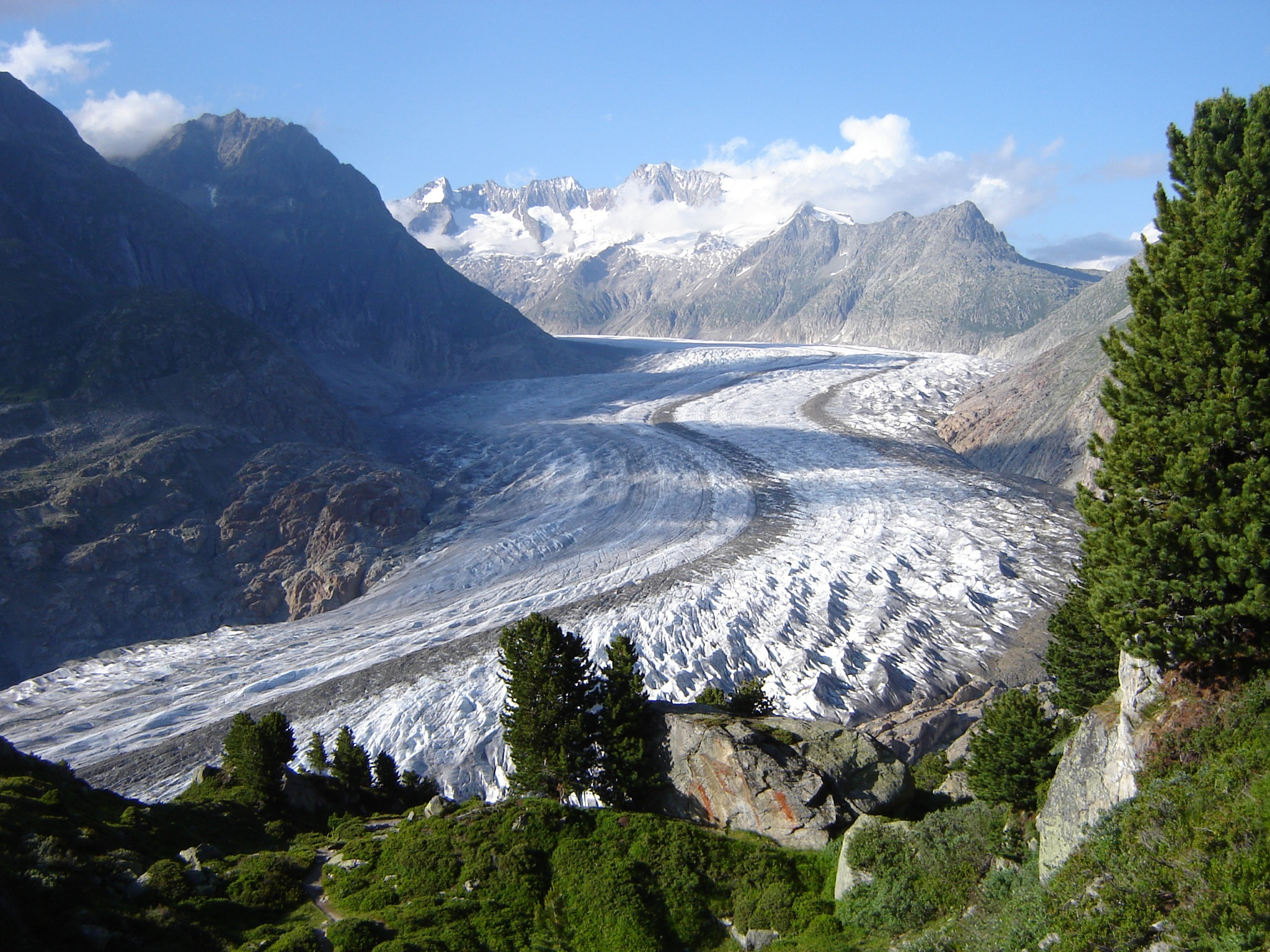
Lodowiec Aletsch w Alpach Berneńskich

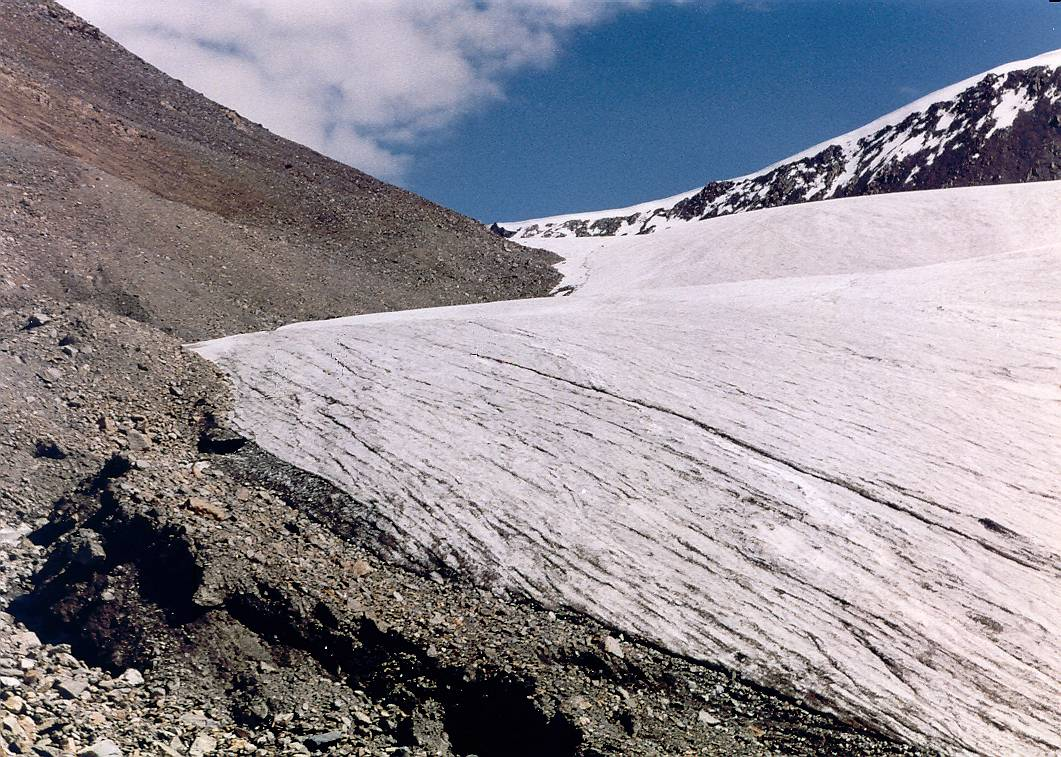
Lodowiec górski w paśmie Tienszan, ok. 4500 m n.p.m.

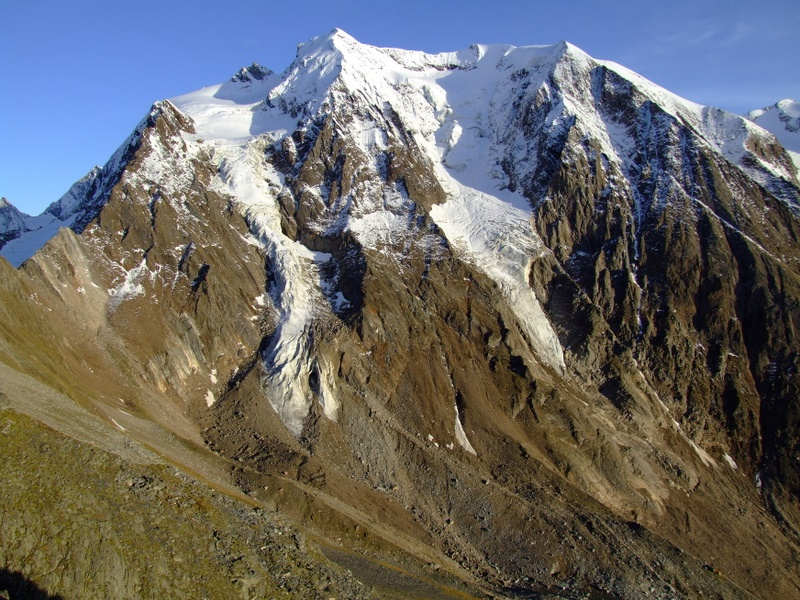
Lodowce wiszące w masywie Hochfeiler (3510) w Alpach Zillertalskich

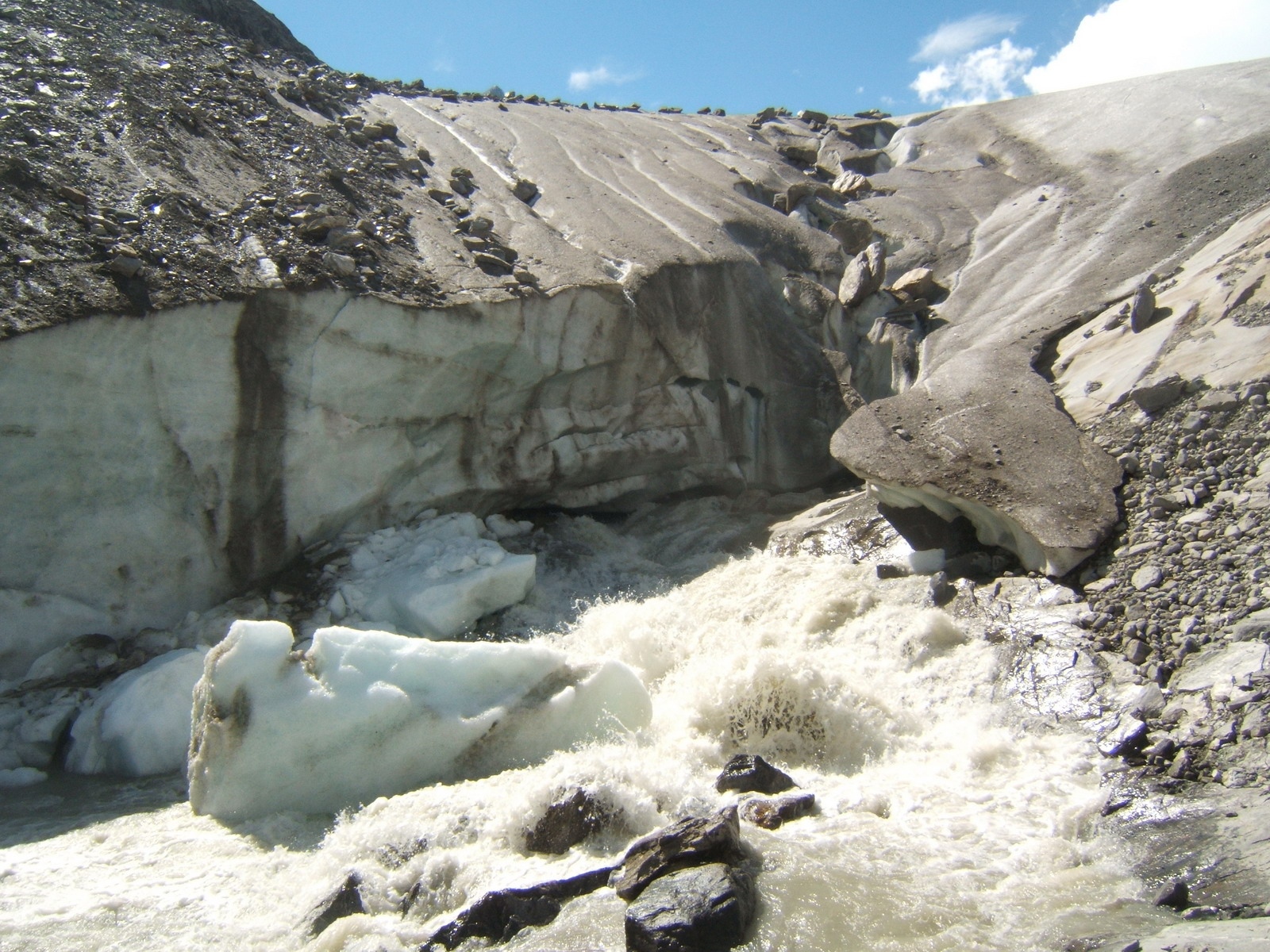
Brama lodowca Schlatenkees w Wysokich Taurach w Austrii.

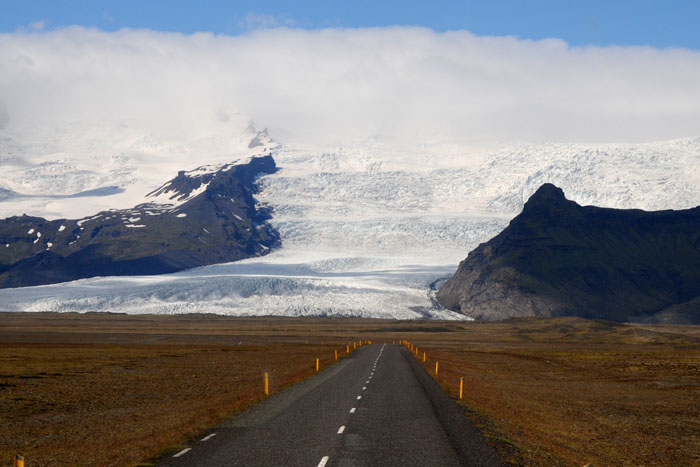
Lodowiec na Islandii.

Gromadzący się śnieg – pod wpływem panującej temperatury, przy dużej wilgotności powietrza i pod wpływem ciśnienia nadległych warstw śniegu – zmniejsza swą objętość, częściowo krystalizuje i stopniowo przekształca się wpierw w firn, a następnie w lód firnowy i lodowcowy.
Lodowce powstają tam, gdzie ukształtowanie terenu sprzyja gromadzeniu się dużej ilości śniegu, a jednocześnie jest zbyt chłodno lub jest zbyt małe nasłonecznienie, aby cały zgromadzony śnieg topił się w ciągu lata. Warunki takie panują przede wszystkim w strefie podbiegunowej oraz wysokich górach wszystkich stref klimatycznych, powyżej linii wiecznego śniegu. Przebieg tej granicy na Ziemi zależy od klimatu oraz ukształtowania terenu. Najwyżej sięga w strefie międzyzwrotnikowej, w klimacie zwrotnikowym suchym, ze względu na wysoką temperaturę i skąpe opady śniegu. Obniża się tam, gdzie opady śniegu są obfitsze (w strefie klimatu równikowego oraz zwrotnikowego morskiego). Obniża się również wraz ze spadkiem temperatury w umiarkowanych szerokościach geograficznych. Najniżej sięga tam, gdzie niskiej temperaturze towarzyszą duże opady śniegu. W wysokich szerokościach geograficznych schodzi do poziomu morza. Ilość zgromadzonego śniegu zależy również od ukształtowania powierzchni, np. na ostrych szczytach i graniach, jak choćby w Tatrach, nie ma warunków do gromadzenia się dużych ilości śniegu. Powstawaniu lodowców sprzyjają płaskie grzbiety i dolinne spłaszczenia.

## Ruch lodowca
Miejsce gromadzenia się śniegu, powstawania firnu i lodu lodowcowego, czyli miejsce narodzin i zasilania lodowca nazywa się polem firnowym. Gdy grubość nagromadzonego lodu przekroczy pewną krytyczną wartość (kilkanaście, kilkadziesiąt metrów), to wywierane przezeń ciśnienie sprawia, że staje się on plastyczny i zaczyna płynąć. Warstwy cząsteczek lodu lodowcowego są ze sobą względnie słabo związane i gdy ciśnienie będzie większe od tych sił wiążących, to górne warstwy lodu zaczynają płynąć szybciej niż warstwy dolne. Tarcie między lodowcem a podłożem oraz ciepło geotermalne Ziemi zwiększa ilość wody między lodowcem a podłożem, co działa jak smar. Lodowiec spływa w postaci jęzorów poniżej granicy wieloletniego śniegu, wykorzystując doliny górskie i inne obniżenia. Jeżeli dostawa lodu przewyższa ablację (topnienie) i w związku z tym czoło lodowca przesuwa się ku przodowi - następuje transgresja lodowca. Gdy dopływ nowego lodu jest równoważony stratami wywołanymi ablacją, to czoło lodowca nie zmienia zasięgu; mowa wówczas o postoju lodowca. Gdy dostawa nowego lodu jest mniejsza niż ablacja, zmniejsza się zasięg lodowca – mowa wtedy o regresji, recesji lub cofaniu się lodowca.
W przypadku lodowca górskiego w górnej części lodowca powstaje cyrk lodowcowy, z którego wypływający lodowiec rzeźbi U-kształtną dolinę lodowcową, zaś z niesionego materiału odkładane są moreny.

## Efekty działalności lodowców
Działalność erozyjno-akumulacyjna lodowców manifestuje się w rzeźbie glacjalnej, na którą składa się szereg form rzeźby powierzchni ziemi. Znaczne obszary Ziemi podlegały lub obecnie podlegają morfogenezie glacjalnej.

## Podział lodowców
Lodowce można podzielić najprościej na
- lodowce górskie
- lodowce kontynentalne (lądolody)

lub pod względem termiki:
- lodowce zimne (lodowce polarne)
- lodowce ciepłe (lodowce umiarkowane)
- lodowce mieszane, politermalne (subpolarne).

### Lodowce zimne

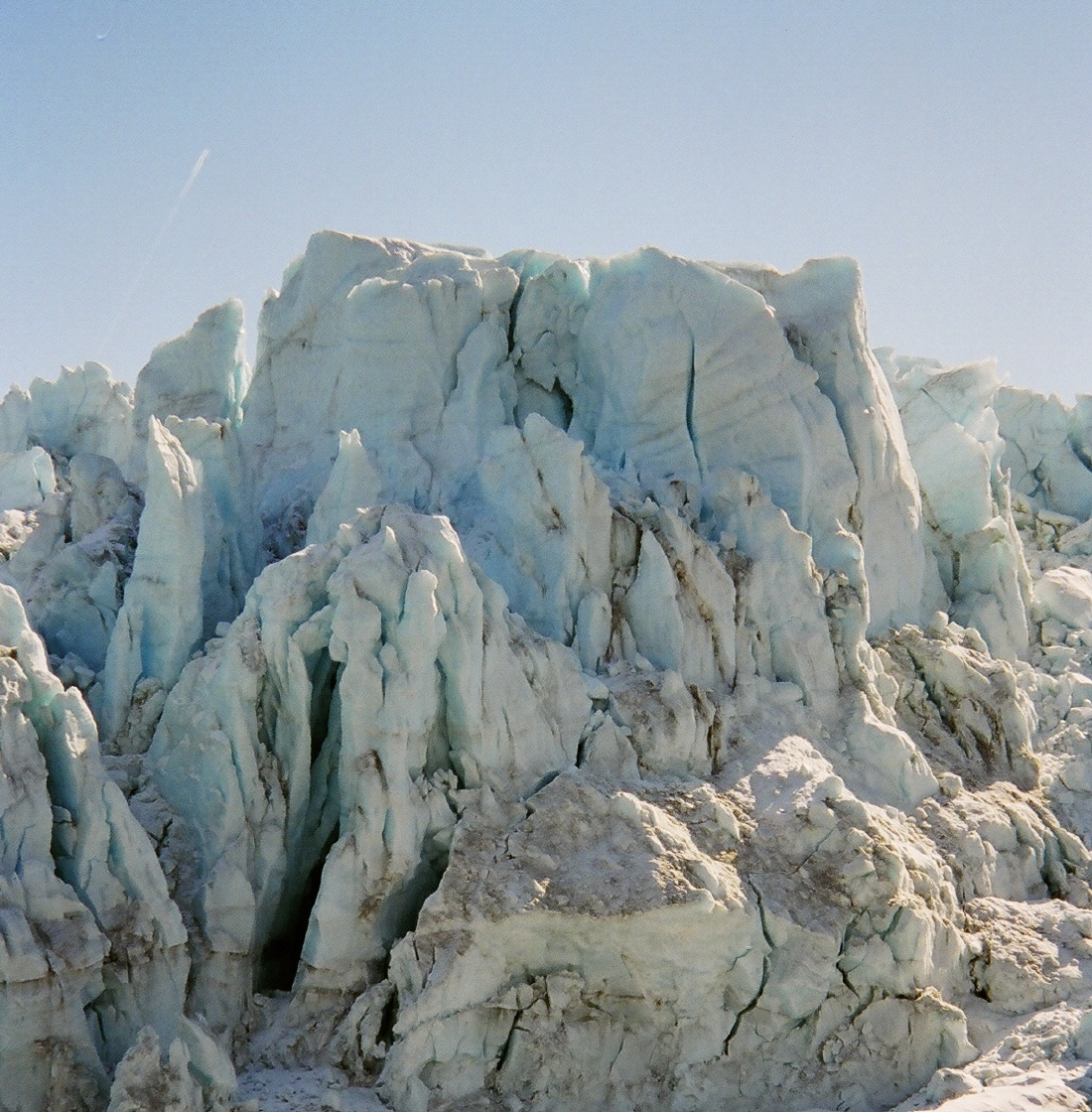
Lodowiec na Grenlandii.

Ich temperatura jest niższa od temperatury topnienia lodu. Składają się z lodu stałego (bez wody). Taki lodowiec jest „przymarznięty” do podłoża. Siła z jaką lód jest związany z podłożem jest większa niż siła wiążąca lód, więc lodowce zimne poruszają się na skutek względnego przemieszczania się warstw lodu: warstwa przygruntowa jest nieruchoma, a poruszają się jedynie warstwy nadległe. Efektem tego jest prawie całkowity brak erozji w przypadku lodowców zimnych – lodowce antarktyczne prawie nie zawierają rumoszu skalnego.

### Lodowce ciepłe
Lodowce ciepłe to lodowce, które w całej objętości (z wyjątkiem zmieniającej się wraz ze zmianami pór roku temperatury warstwy powierzchniowej) mają temperaturę topnienia. Lodowce takie są nasączone wodą w całej objętości. Temperatura takiego lodowca spada wraz z głębokością, bo wraz z głębokością rośnie ciśnienie a zatem spada temperatura topnienia lodu. Ciepło geotermalne topi lodowiec od spodu (w tempie rzędu 0,5 cm rocznie) i lodowiec przesuwa się, ślizgając się po warstwie wody.
Lądolód Antarktydy jest (w dominującej części) lodowcem zimnym. Większość pozostałych lodowców jest typu ciepłego.